# Falsorsidis griseofasciatus
Falsorsidis griseofasciatus är en skalbaggsart som först beskrevs av Maurice Pic 1926.  Falsorsidis griseofasciatus ingår i släktet Falsorsidis och familjen långhorningar. Inga underarter finns listade i Catalogue of Life.